# 1,2-ジオキシン
1,2-ジオキシン(1,2-Dioxin)は、複素環式の反芳香族性を持つ有機化合物である。化学式はC4H4O2で、1,4-ジオキシンの異性体である。
その過酸化物に似た性質から、1,2-ジオキシンは非常に不安定で、単離できたことはない。1,4-ジフェニル-2,3-ベンゾジオキシンのような誘導体でさえ非常に不安定である。1990年に、3,6-ビス(p-トリル)-1,2-ジオキシンが初めての安定な誘導体であると誤って主張されたことがあるが、この化合物は1,2-ジオキシンの誘導体ではなく、熱力学的にずっと安定なジオンであった。

異性体の1,2-ジオキシン (左)と1,4-ジオキシン (右)
遷移状態の1,4-ジフェニル-2,3-ベンゾジオキシンの構造
ジオキシン (1) とジオン (2)